# 多形翦股穎
多形翦股穎（学名：Agrostis dimorpholemma）为禾本科翦股穎屬下的一个种。